# Piekiełko (uroczysko)
Piekiełko (niem. Hölle) – uroczysko w rezerwacie przyrody Dolina Rzeki Brdy na terenie Tucholskiego Parku Krajobrazowego. Przełomowy (o górskim charakterze) odcinek rzeki Brdy pomiędzy osadami Świt a Piła-Młyn z licznymi głazami i powalonymi drzewami w korycie. Spadek wody wynosi tutaj ponad 2%. Brda płynie w tym miejscu w głębokim wąwozie moreny czołowej, którego nachylenie ścian dochodzi nawet do 50 stopni. Od 30 lipca 1991 r. znajdujące się tu głazowisko uznane jest jako pomnik przyrody.

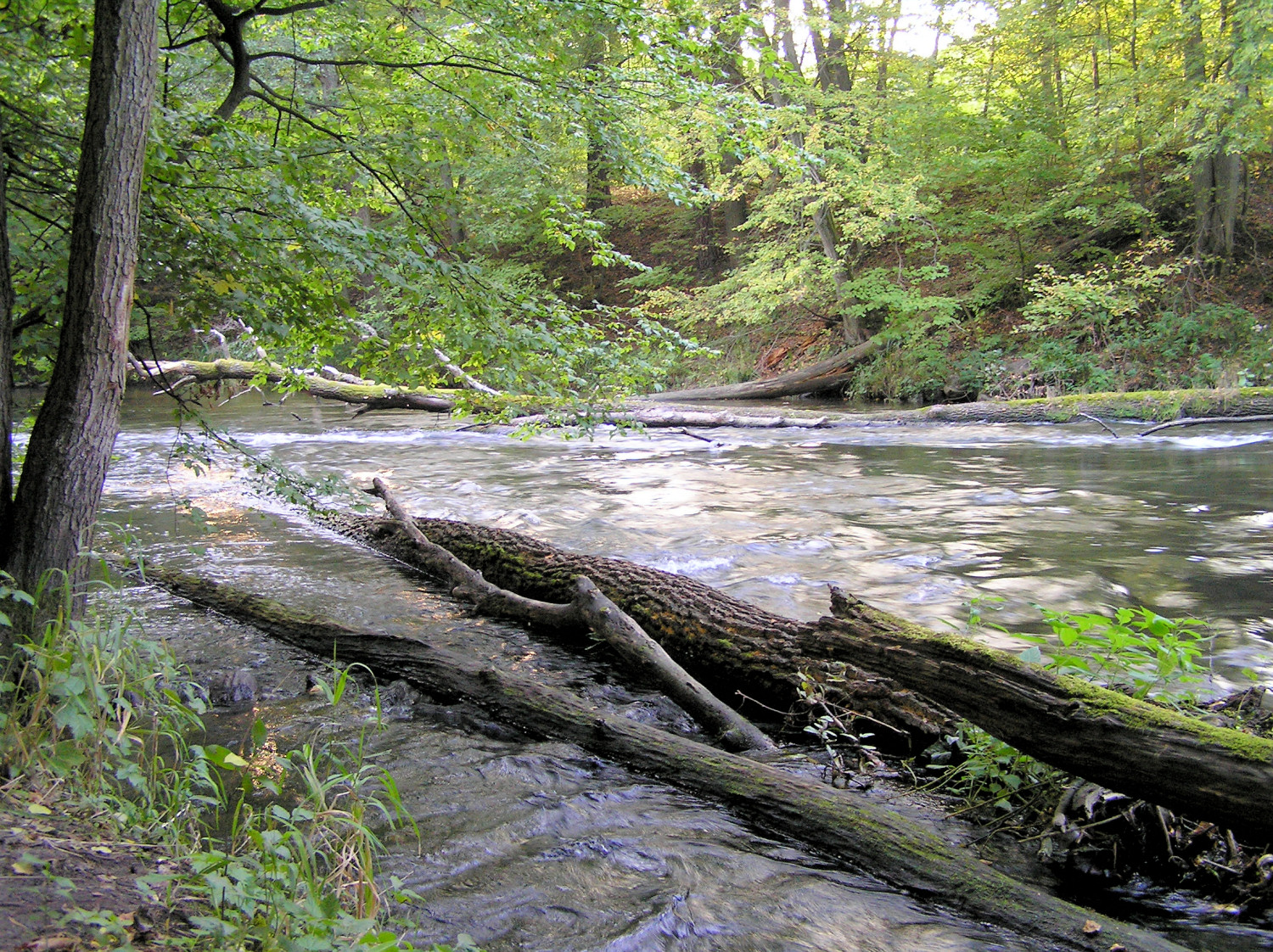
Brda w Piekiełku

## Turystyka
Uroczysko piekiełko jest szczególnie znane wśród uczestników spływów kajakowych Brdą i uznawane (przede wszystkim przez początkujących kajakarzy) za zdradliwe i niebezpieczne. Liczne głazy znajdujące się na dnie koryta rzeki w zależności od stanu poziomu wody mogą utrudniać spływ.
W pobliżu Piekiełka swój przebieg mają szlaki turystyczne:
- pieszy:
  -  szlak "Brdy": Konarzyny-Bydgoszcz
- rowerowy:
  -  lokalny szlak "Do Piekiełka nad Brdą" CTU-208y: Cekcyn-Świt-Cekcyn.